# 千住防犯協会
千住防犯協会（せんじゅぼうはんきょうかい）は、警視庁千住警察署管轄内において、「犯罪のない明るい街づくり」を目指し、各種防犯活動を行っている防犯ボランティア団体。東京防犯協会連合会傘下の支部防犯協会。

## 設立の経緯
終戦後の荒廃の中、一部民間有志により自衛のための夜警等が始まり、昭和21年5月「千住警察署防犯部会」が発足したが、昭和22年4月、当時日本を統治していた連合国軍最高司令官総司令部が、民間各種団体の解散命令を発したことから解散するに至った。しかし、その後、連合国軍最高司令官総司令部が、防犯協会を「治安対策上必要不可欠な組織」と認め、特別許可を出したことから、昭和22年8月1日、旧「千住警察署防犯部会」の組織を基に、佐久間栄吉を初代会長として、千住防犯教会が設立された。昭和22年9月1日、東京防犯協会連合会設立（昭和23年2月7日財団法人認可）に伴い、同連合会傘下の支部防犯協会となった。

## 歴代会長
- 1947年（昭和22年）8月 - 1953年（昭和28年）5月： 佐久間栄吉
- 1953年（昭和28年）5月 - 1960年（昭和35年）5月： 海保幸平
- 1960年（昭和35年）5月 - 1965年（昭和40年）4月： 市川忠吉
- 1965年（昭和40年）4月 - 1977年（昭和52年）5月： 矢崎昌訓
- 1977年（昭和52年）5月 - 1979年（昭和54年）1月： 糟屋喜一
- 1979年（昭和54年）1月 - 1982年（昭和57年）4月： 村田守保
- 1979年（昭和54年）4月 - 1993年（平成 5年）4月： 関根清
- 1993年（平成 5年）4月 - 現在：  飯島弘

## 組織概要
- 役員（非常勤）： 会長、相談役、副会長8名、監査2名、理事4名
- 事務局員（常勤）： 1名
- 町会・自治会等の支部： 40支部
- 商店街・事業所等の職域組織： 24支部
- 各種協力団体等の賛助会員： 9団体
- 千住の町を守る防犯推進委員会： 36名
- 地域住民による特別会員： 約1,000名

## 所在地
- 〒120-0034 東京都足立区千住一丁目38番1号千住警察署内
- 最寄駅：東日本旅客鉄道常磐線・東武鉄道伊勢崎線・東京地下鉄日比谷線・千代田線・首都圏新都市鉄道つくばエクスプレス線 北千住駅